# Леопольд Зборовський
Леопольд Зборовський (пол. Leopold Zborowski, 1889, Заліщики, Україна — 1932, Париж, Франція) — польський художник, меценат, колекціонер, арт-дилер та поет єврейського походження. Хранитель єврейських живописців-іммігрантів, описаний істориком мистецтва Андре Варнаром як меценат та арт-дилер Паризької школи.

## Біографія

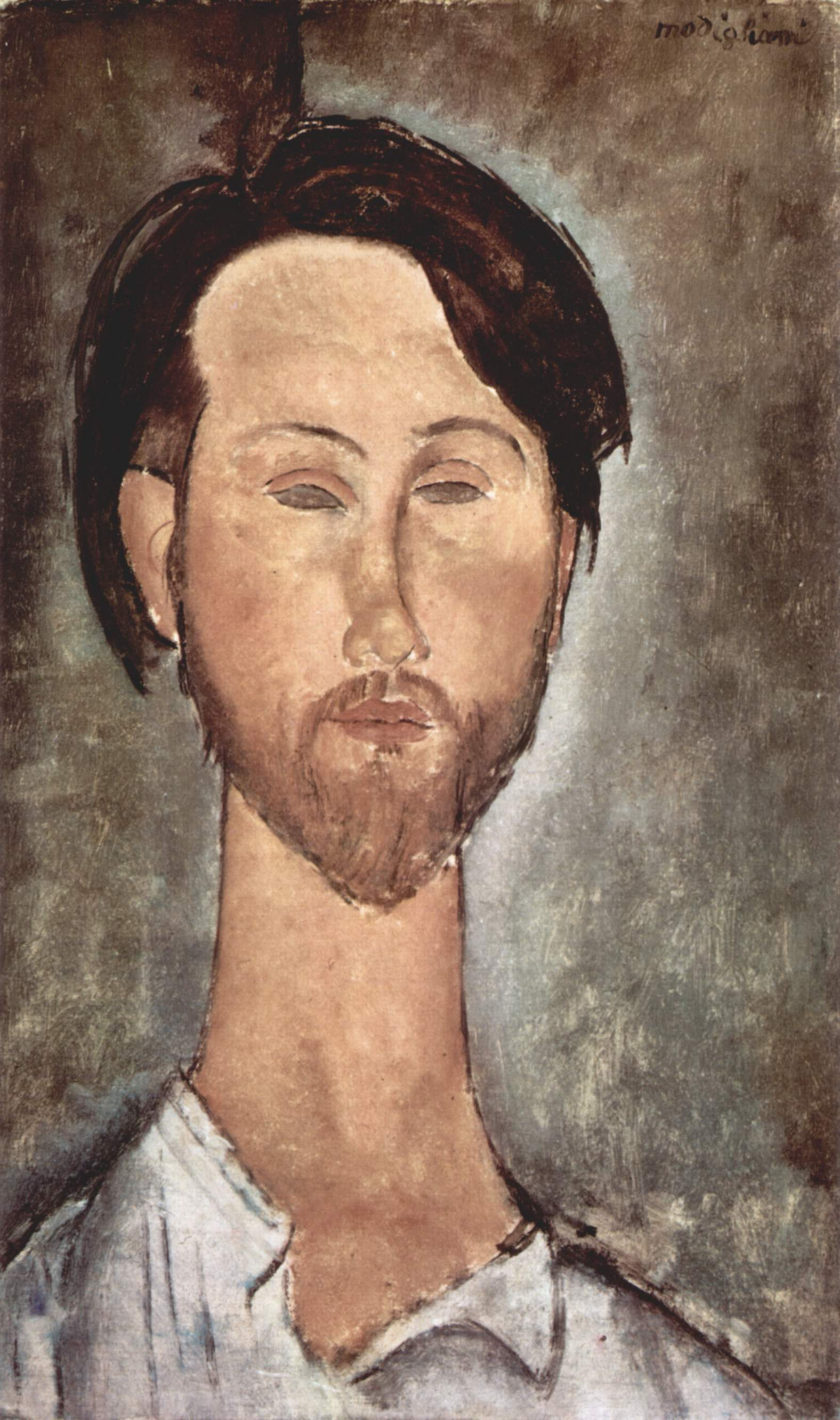
Амедео Модільяні «Портрет Леопольда Зборовського», (1918)

Народився Леопольд Зборовський 1889 року в Заліщиках (Тернопільська область, Україна). Оселився в Парижі в 1913 році. Спочатку він був букіністом і заробляв на життя торгівлею книгами та графікою. Потім він займався торгівлею картинами, маючи відносини в Паризькій академії образотворчих мистецтв. Будучи відвідувачем у кафе La Rotonde в районі Монпарнас, який є місцем зустрічі художників паризької богеми, він зустрів Можеша Кіслінга, учня професора Юзефа Панкевича з Академії образотворчих мистецтв у Кракові, а через нього і художників тогочасного авангарду. Незабаром він створив картинну галерею, рекламуючи творчість таких художників як Марк Шагал, Олексій фон Явленський, Пауль Клее, Пабло Пікассо, Поль Сезанн, Андре Дерен, Арістид Майоль, Моріс де Вламінк, Жорж Руо та Моріс Утрілло. Він також пропагував польських живописців.
У березні 1916 року він познайомився з Амедео Модільяні, з яким він залишився в довгій дружбі й почав купувати його твори. Модільяні намалював кілька портретів Зборовського, який доглядав за хворим художником. Того ж року Зборовський поїхав із дружиною та Лунією Чеховською, дружиною польського іммігранта, в Ніццу та Кань-сюр-Мер.
Зборовський був організатором перших виставок Амедео Модільяні в Парижі (1917, 1921, 1924) та в Лондоні (1919). Після смерті Модільяні в 1920 році Зборовський забрав усі картини та скульптури, що були залишені художником, а майстерню художника взяв учень Юзефа Панкевича — Ян Вацлав Завадовський.
Леопольд Зборовський також опікувався білоруським живописцем Хаймом Сутіном, у 1918 році він забезпечив йому перебування на Піренейському Сере, де Сутін створив цикл пейзажів.
У деяких публікаціях можна прочитати, що Зборовський розлучився з Анною Сьерзповською і був у стосунках з Палеті Журден. Незважаючи на ці чутки, Леопольд ніколи не залишав дружину. Сім'я Зборовських ставилася до Палетт дуже родинно, і молодий Бретон довго жив під їх дахом. Протягом багатьох років Анна Зборовська допомагала своєму чоловікові вести бізнес дилерів, а коли він серйозно захворів — вона повністю взяла на себе його обов'язки.
У 1926 році значний дохід дозволив Зборовському орендувати будинок у Ле Блан (Ендр), невеликому містечку на річці Крез. Зборовський зробив будинок доступним для художників, яких він намагався просувати.
Світова економічна криза 1929 року позначилася і на торгівлі мистецтвом. Після важкої хвороби Зборовський помер у 1932 році й був похований у могилі для бідних.